# Xysticus clercki
Xysticus clercki är en spindelart som först beskrevs av Jean Victor Audouin 1826.  Xysticus clercki ingår i släktet Xysticus och familjen krabbspindlar. Inga underarter finns listade i Catalogue of Life.